# Филип Фугер фон Бибербах
Филип Фугер фон Бибербах (на немски: Philipp Fugger Herr zu Biberbach; * 19 юни 1567; † 2 април 1601) е благородник от фамилията Фугер фон Кирхберг-Вайсенхорн от линията „Лилията“ (фон дер Лилие) от Аугсбург, господар на Бибербах в Швабия в областта на Аугсбург.
Той е син (9-то дете от 13 деца) на банкера, търговеца и хуманиста фрайхер Маркус Фугер (1529 – 1597), господар на Кирххайм и Вайсенхорн, и съпругата му графиня Сибила фон Еберщайн (1531 – 1589), дъщеря на Вилхелм IV фон Еберщайн, президент на имперския камерен съд, и съпругата му графиня Йохана (1507 – 1572), дъщеря на граф Филип III фон Ханау-Лихтенберг и на маркграфиня Сибила фон Баден. Внук е на на банкера фрайхер Антон Фуггер (1493 – 1560).
Братята му са Георг Фугер фон Кирхберг-Вайсенхорн (1560 – 1634), господар на Нордендорф и Вьорт, имперски съветник, президент на тайния съвет и имперски представител в Република Сан Марко, фрайхер Антон Фугер фон Кирхберг-Вайсенхорн (1563 – 1616), господар на Оберндорф, Нидералфинген, Дутенщайн и Вайсенхорн, и Албрехт Фугер фон Кирхберг-Вайсенхорн (1574 – 1614).
Ханс Маршал фон Бибербах продава господството Бибербах на император Максимилиан I. Господството Бибербах е купено 1508 г. от Якоб Фугер, за да прекрати задълженията на императора, и през 1525 г. построява отново замъка.
Филип Фугер фон Бибербах умира на 33 години на 2 април 1601 г. и е погребан в Аугсбург.

## Фамилия
Филип Фугер фон Бибербах се жени на 21 ноември 1594 г. в Аугсбург за Барбара Фугер (* 7 ноември 1577; † 4 маи 1605), дъщеря на Филип Едуард Фугер (1546 – 1618) и Магдалена фон Кьонигсег († 1592). Те имат два сина:
- Марквард Фугер фон Кирхберг-Вайсенхорн (* 4 ноември 1595; † 24 август 1655, Еберсдорф), граф на Кирххайм и Вайсенхорн, женен на 28 януари 1624 г. в Биберах за графиня Мария Кристина фон Йотинген-Валерщайн († 29/30 октомври 1662, Аугсбург), дъщеря на граф Волфганг III фон Йотинген-Валерщайн (1573 – 1598) и Йохана де Мол (1574 – 1614)
- Маркс (Маркус) Фугер (* 16 септември 1598; † 31 октомври 1620, в битка при Раконитц), граф, погребан в „Св. Улрих“ в Аугсбург

Барбара Фугер се омъжва втори път на 25 януари 1604 г. за граф Улрих фон Йотинген-Валерщайн († 1605).